# Батирова Банат Хайруллівна
Банат Хайруллівна Батирова (16 грудня 1904 року, д. Старомусіно (нині в Кармаскалинському районі Башкортостану) — 19 липня 1970 року, Старомусіно) — перша жінка Герой Соціалістичної Праці в Башкирській АРСР. Обиралася депутатом Верховної Ради Башкирської АРСР 2, 3, 4 скликань,

## Біографія
Народилася в багатодітній сім'ї в Уфимському повіті Уфимської губернії 16 грудня 1904 року (за іншими даними — в 1902 році). Батько лісник рано помер, Банат з 6 років почала працювати, допомагати матері. В 1921 році вийшла заміж і переїхала в село Утяганово.
З 1932 року — член колгоспу, ланкова буряківників.
Після початку Другої світової війни робота в колгоспі лягла на плечі решти жінок. До 1943 року всі 8 жінок ланки Батирової овдовіли, але продовжували працювати. На 1946 рік Батирова взяла зобов'язання зібрати 500 центнерів цукрових буряків з гектара; зібрали 502 ц/га .
Звання Героя Соціалістичної Праці отримала за рекордний урожай буряків 611,5 ц/га в 1948 році. Також нагороджена орденом Леніна.
З 1960 року на пенсії, але до самої смерті 19 липня 1970 року брала участь у житті рідного села і колгоспу.
Депутат Верховної.Ради Башкирської АРСР другого, третього, четвертого скликань (1947-1959).

## Нагороди та звання
- Герой Соціалістичної Праці (1948).
- Орден Леніна (1948).

## Пам'ять
- Ім'я Батирової носить вулиця в с. Утяганово Кармаскалинського району
- Скульптор Тамара Павлівна Нечаєва виконала скульптурний портрет башкирської колгоспниці-буряківника — Банат Хайруллівни Батирової.[3]